# Kamban
Ne doit pas être confondu avec Kanban.
Kamban (ou Kambar) est un auteur de l'hindouisme connu pour sa version tamoule Iramavataram de l'épopée: le Ramayana. Le livre est constitué de 10 000 versets environ. Kamban a vécu entre le IXe et le XIIe siècle en Inde du sud.